# Союз ТМ-24
Союз ТМ-24 е пилотиран космически кораб от серията „Союз ТМ“ към станцията „Мир“ и 100-тен полет по програма „Союз“.

## Екипаж

### При старта

#### Основен
- Валерий Корзун(1) – командир
- Александър Калери(2) – бординженер
- Клоди Еньоре(1) – космонавт-изследовател

#### Дублиращ
- Генадий Манаков – командир
- Павел Виноградов – бординженер
- Леополд Ертц – космонавт-изследовател

### При кацането
- Валерий Корзун – командир
- Александър Калери – бординженер
- Райнхолд Евалд – космонавт-изследовател

- Първоначално в основния екипаж влизат Г. Манаков и П. Виноградов. По време на подготовката за полета се открива, че командирът Манаков е прекарал микроинфаркт, поради което са заменени от дублиращия екипаж.

## Параметри на мисията
- Маса: 7150 кг
- Перигей: 235,1 км
- Апогей: 287 км
- Наклон на орбитата: 51,56°
- Период: 89,8 мин

## Описание на полета
„Союз ТМ-24“ извежда в орбита 22-ра основна експедиция на станцията „Мир“. Третият член на основния екипаж – американката Шанън Лусид е на борда.
По време на полета се изпълнява френската изследователска програма „CASSIOPÈE“ се извършват физиологични и неврологични експерименти. Някои от тези експерименти са записани като уроци за преподаване. След 15-дневен полет екипажът на 21-ва основна експедиция, заедно с Клоде Еньоре се приземява успешно.
На следващия ден със станцията се скачва товарния космически кораб Прогрес М-32, носещ на борда си храна, облекло, консумативи и оборудване. През септември със станцията се скачва совалката Атлантис, мисия STS-79. Тогава е заменена Ш. Лусид като член на основната експедиция с Джон Блаха. Ш. Лусид поставя рекорд по продължителност на полета сред американските астронавти. Нейното постижение е второ (след Санита Уилиамс) сред жените-астронавти.
През ноември със станцията е скачен товарният космически кораб Прогрес М-33, носещ на борда си храна, консумативи и оборудване. През януари на свой ред Блаха е заменен с Джери Лененджър като член на основната експедиция при следващия полет на совалката „Атлантис“, мисия STS-81.

### Космически разходки
| № | Участници                        | Начало                    | Край                      | Продължителност    |
| - | -------------------------------- | ------------------------- | ------------------------- | ------------------ |
| 1 | Александър Калери Валерий Корзун | 2 декември 1996 15:54 UTC | 2 декември 1996 21:51 UTC | 5 часа и 57 минути |
| 2 | Александър Калери Валерий Корзун | 9 декември 1996 13:52 UTC | 9 декември 1996 13:52 UTC | 6 часа и 36 минути |

На 23 февруари 1997 г. става пожар в системата за осигуряване на кислород в атмосферата на станцията. Пожарът е овладян бързо, но случая е разгледан анализиран, както в Центъра за управление на полетите, така и от специалистите от „CNES“ и „NASA“ (на борда на станцията по това време се намират шест души: руснаците В. Корзун, А. Калери, В. Циблиев и А. Лазуткин, немеца Райнхолд Евалд и американеца Джери Лененджър).